# Jardin botanique de Belfast
Le jardin botanique de Belfast (en anglais : Belfast Botanic Gardens) est un parc public du Royaume-Uni situé à Belfast, sur les bords du Lagan, en Irlande du Nord.

## Histoire
Fondé en 1828, le jardin, alors privé, s'appelle à l'époque Royal Belfast Botanical Gardens. Il a pour mission de rassembler et de protéger de nombreux spécimens rares d'espèces végétales. Racheté par la municipalité de Belfast, le parc devient public.